# 1475

سنة 1475 كانت سنة بسيطة تبدأ يوم الأحد (سوف يظهر الرابط التقويم الكامل للعام) حسب التقويم اليولياني.

## مواليد
- تشيزري بورجا
- دييغو دي ألماغرو
- عبد السلام الأسمر
- غيندون غياتسو
- فاسكو نوانيز دي بالبوا
- ميكيلانجيلو

## وفيات
- الأقصرائي